# Dodge 1915
De Dodge 1915 was een model van het Amerikaanse automerk Dodge uit 1915. Met dit model groeide Dodge, dat pas een jaar eerder was begonnen met het bouwen van auto's, uit tot de op twee na grootste autobouwer van de VS met 45.000 stuks in 1915. De modellen uit 1915 waren kwalitatief gebouwd en uitgerust met een stoffen vouwdak, lederen interieur, elektrische lampen en starter en een snelheidsmeter. Het model werd gebouwd tot 1920.